# Бристоль (Теннессі)
Бристоль (англ. Bristol) — місто (англ. city) в США, в окрузі Салліван штату Теннессі. Населення — 27 147 осіб (2020).

## Географія
Бристоль розташований за координатами 36°33′32″ пн. ш. 82°13′1″ зх. д. / 36.55889° пн. ш. 82.21694° зх. д. (36.558788, -82.216961).  За даними Бюро перепису населення США в 2010 році місто мало площу 84,02 км², з яких 83,65 км² — суходіл та 0,37 км² — водойми.

### Клімат
| Клімат : Бристоль       | Клімат : Бристоль | Клімат : Бристоль | Клімат : Бристоль | Клімат : Бристоль | Клімат : Бристоль | Клімат : Бристоль | Клімат : Бристоль | Клімат : Бристоль | Клімат : Бристоль | Клімат : Бристоль | Клімат : Бристоль | Клімат : Бристоль | Клімат : Бристоль |
| Показник                | Січ.              | Лют.              | Бер.              | Квіт.             | Трав.             | Черв.             | Лип.              | Серп.             | Вер.              | Жовт.             | Лист.             | Груд.             | Рік               |
| Абсолютний максимум, °C | 26,1              | 27,8              | 29,4              | 32,2              | 34,4              | 39,4              | 38,9              | 38,3              | 37,8              | 32,8              | 27,8              | 25,6              | 39,4              |
| Середній максимум, °C   | 7,4               | 9,9               | 15,0              | 20,0              | 24,4              | 28,3              | 29,7              | 29,5              | 26,2              | 20,7              | 14,8              | 8,9               | 19,6              |
| Середній мінімум, °C    | −3,9              | −2,2              | 1,3               | 5,8               | 10,6              | 15,6              | 17,7              | 16,9              | 12,8              | 6,3               | 1,4               | −2,4              | 6,7               |
| Абсолютний мінімум, °C  | −29,4             | −26,1             | −18,9             | −6,1              | −1,1              | 3,3               | 7,2               | 6,1               | 0,6               | −6,7              | −15               | −22,8             | −29,4             |
| Норма опадів, мм        | 86                | 88                | 87                | 85                | 97                | 99                | 119               | 88                | 76                | 53                | 79                | 86                | 1042              |
| Днів з опадами          | 12,3              | 11,9              | 12,6              | 11,9              | 12,2              | 12,2              | 12,3              | 10,1              | 8,4               | 8,6               | 10,0              | 11,9              | 134,4             |
| Днів зі снігом          | 4,3               | 3,5               | 1,3               | 0,5               | 0                 | 0                 | 0                 | 0                 | 0                 | 0,1               | 0,3               | 2,5               | 12,5              |
| ----------------------- | ----------------- | ----------------- | ----------------- | ----------------- | ----------------- | ----------------- | ----------------- | ----------------- | ----------------- | ----------------- | ----------------- | ----------------- | ----------------- |
| Джерело: NOAA           |                   |                   |                   |                   |                   |                   |                   |                   |                   |                   |                   |                   |                   |

## Демографія
Згідно з переписом 2010 року, у місті мешкали 26 702 особи в 11 456 домогосподарствах у складі 7127 родин. Густота населення становила 318 осіб/км².  Було 12773 помешкання (152/км²).
Расовий склад населення:
| - 93,3 % — білих - 3,4 % — чорних або афроамериканців - 0,7 % — азіатів - 0,3 % — корінних американців |

До двох чи більше рас належало 1,4 %. Частка іспаномовних становила 1,9 % від усіх жителів.
За віковим діапазоном населення розподілялося таким чином: 20,6 % — особи молодші 18 років, 61,3 % — особи у віці 18—64 років, 18,1 % — особи у віці 65 років та старші. Медіана віку мешканця становила 42,3 року. На 100 осіб жіночої статі у місті припадало 90,8 чоловіків;  на 100 жінок у віці від 18 років та старших — 87,2 чоловіків також старших 18 років.
Середній дохід на одне домашнє господарство  становив 52 819 доларів США (медіана — 38 551), а середній дохід на одну сім'ю — 66 046 доларів (медіана — 52 274). Медіана доходів становила 39 892 долари для чоловіків та 30 588 доларів для жінок. За межею бідності перебувало 16,3 % осіб, у тому числі 23,0 % дітей у віці до 18 років та 11,2 % осіб у віці 65 років та старших.
Цивільне працевлаштоване населення становило 11 616 осіб. Основні галузі зайнятості: освіта, охорона здоров'я та соціальна допомога — 23,2 %, роздрібна торгівля — 14,9 %, виробництво — 12,4 %, мистецтво, розваги та відпочинок — 12,2 %.